# Chałupy (Władysławowo)
Chałupy (kaschubisch Chałëpë; deutsch Ceynowa) ist ein kleiner Badeort mit 333 Einwohnern (2005) an der Ostsee im Powiat Pucki der Woiwodschaft Pommern in Polen und gehört zur Gmina Władysławowo.

## Geographische Lage
Die Ortschaft liegt im ehemaligen Westpreußen, zwischen Władysławowo (Großendorf) und Kuźnica (Kußfeld) auf der Halbinsel Hel (Hela).

## Geschichte
Im 19. Jahrhundert war Ceynowa ein Rittergut.
Bis 1919 gehörte Ceynowa zum Kreis Putzig im Regierungsbezirk Danzig der Provinz Westpreußen des Deutschen Reichs.
Nach Ende des Ersten Weltkriegs gehörte das Dorf zu dem Teil Pommerellens, der aufgrund der Bestimmungen des Versailler Vertrags zum Zweck der Einrichtung des Polnischen Korridors an Polen abgetreten werden musste. Nach dem Überfall auf Polen 1939 wurde das Gebiet des Polnischen Korridors völkerrechtswidrig vom Deutschen Reich annektiert. Der Kreis Putzig mit Ceynowa wurde dem Reichsgau Danzig-Westpreußen zugeordnet, zu dem das Dorf bis 1945 gehörte. Am 25. Juni 1942 wurde das Dorf in Ziegenhagen umbenannt und trug diesen Namen bis 1945. Zum Ende des Zweiten Weltkrieges wurde der Ort befreit und kam zurück zu Polen.

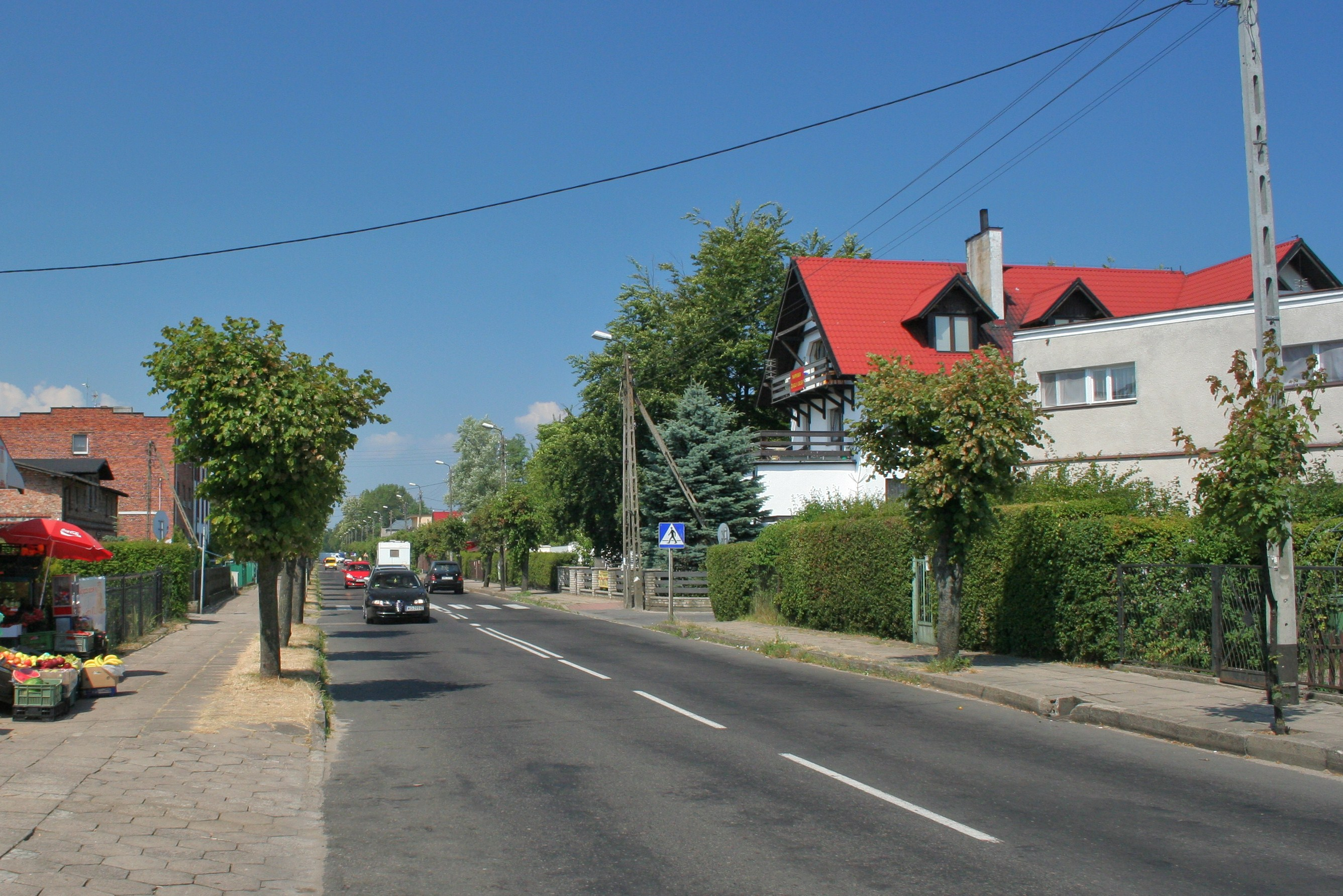
Straße DW216, von der das Dorf durchquert wird.
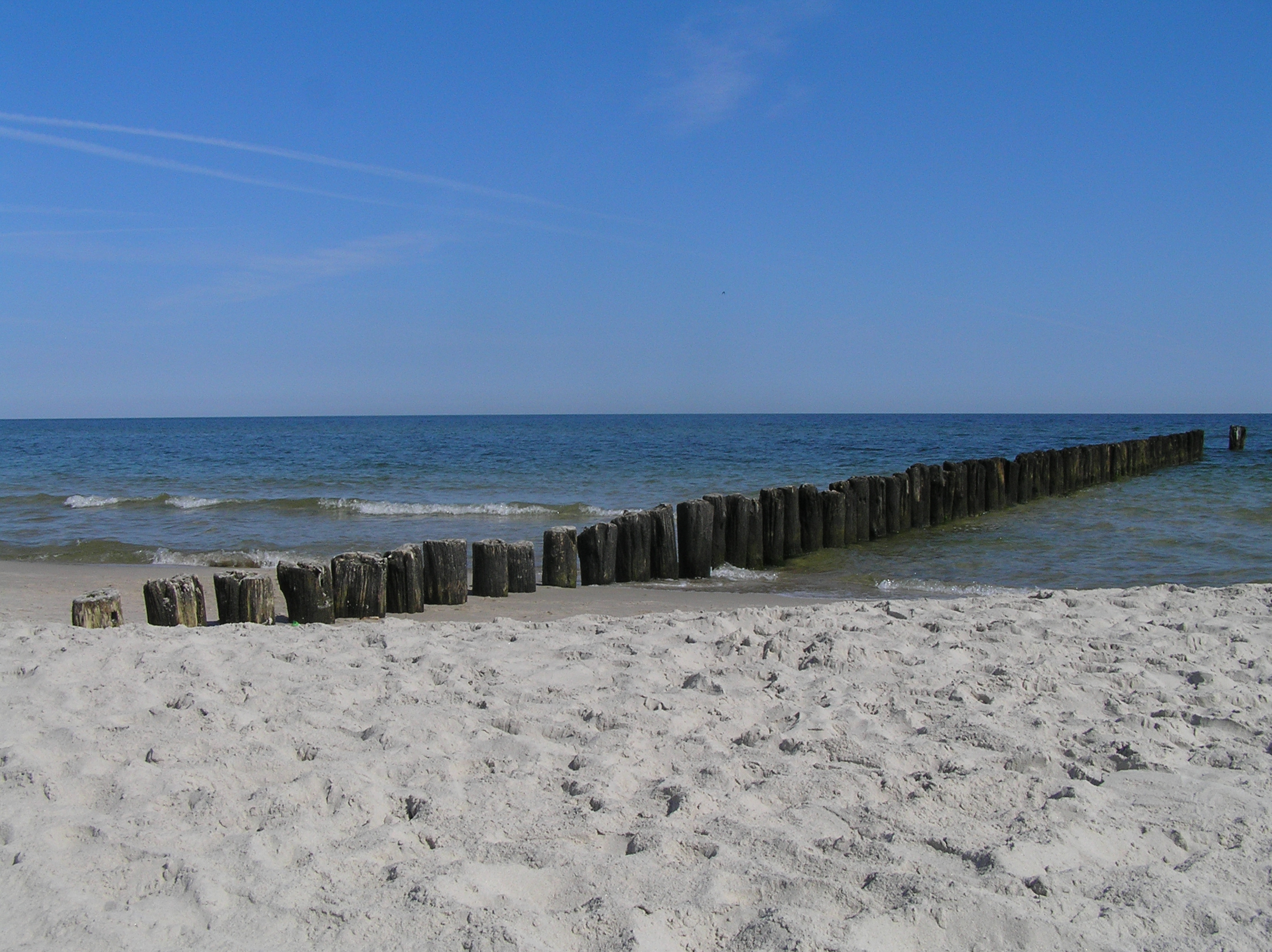
Strandpartie beim Dorf.

## Bevölkerungsentwicklung
| Jahr | Einwohner | Anmerkungen       |
| ---- | --------- | ----------------- |
| 1864 | 241       | [ 2 ]             |
| 1871 | 255       | in 21 Wohnhäusern |
| 2005 | 333       |                   |

## Wirtschaft
Der Tourismus ist für das kleine Fischerdorf ein wichtiger Wirtschaftszweig. Am Strand des Dorfs herrschen gute Bedingungen für das Windsurfen und das Kitesurfen. Auch gibt es einen FKK-Strand (ungefähr auf halbem Weg zwischen Chalupy und Kuźnica).